# Farad

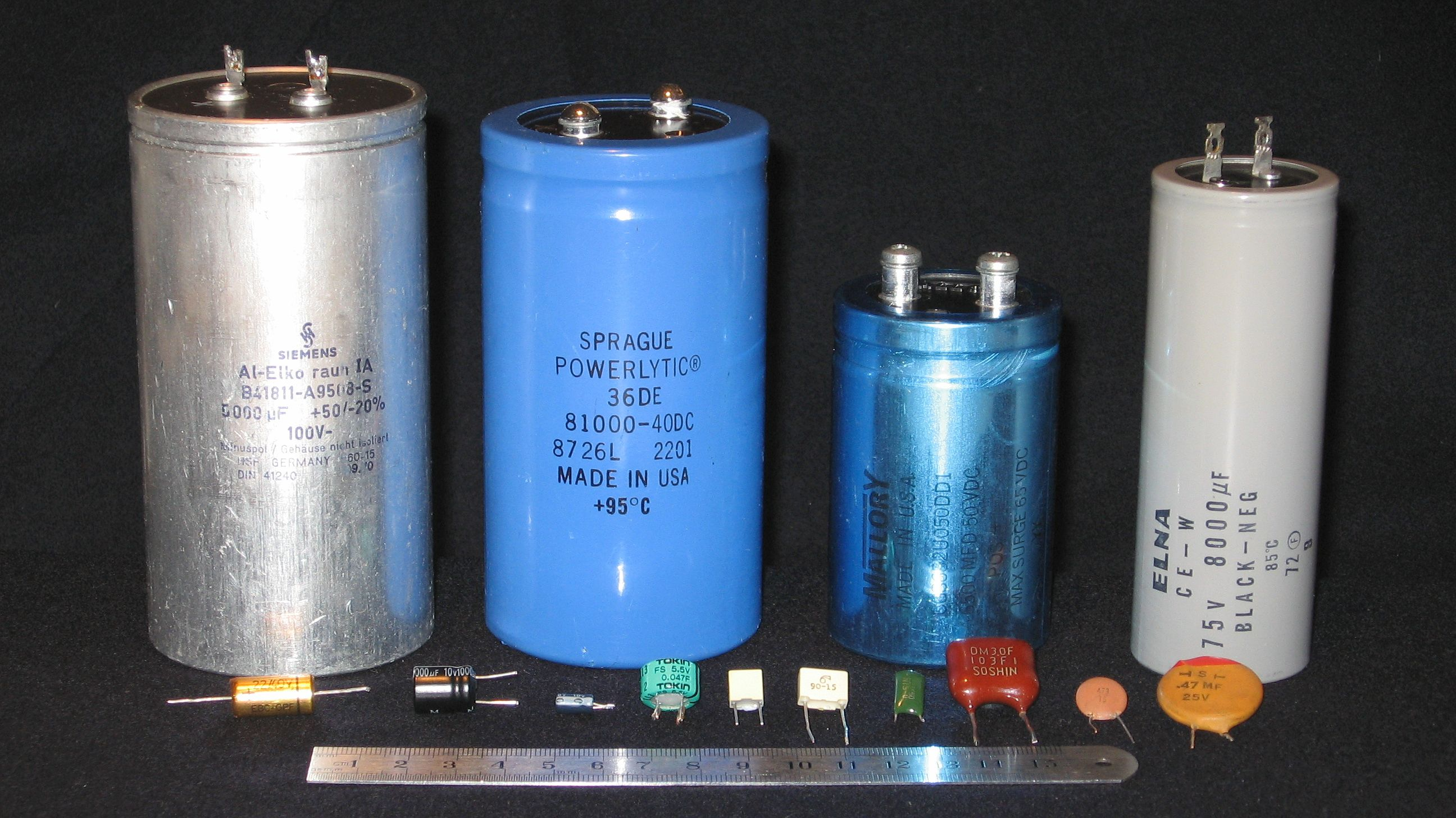
Különféle kondenzátorok

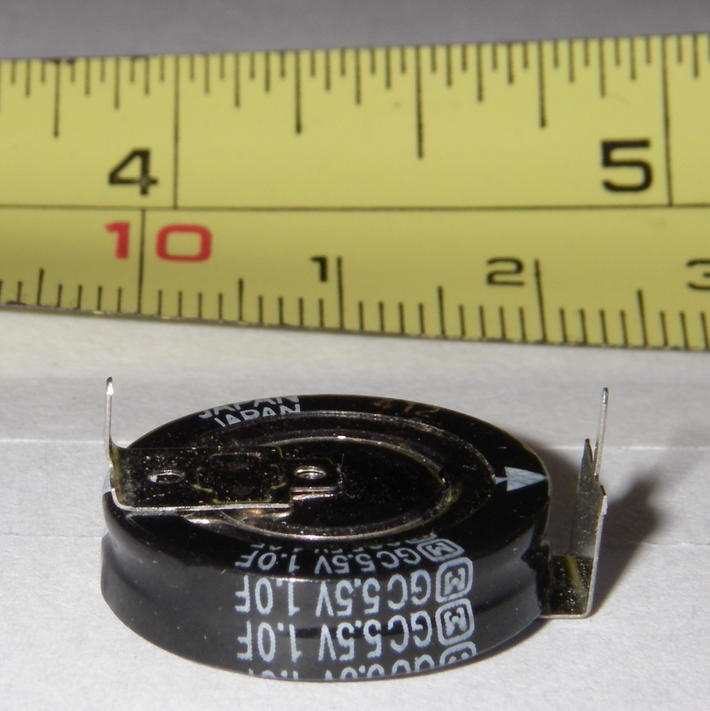
Összehasonlításul: 1 farados kondenzátor kisfeszültségre

A farad (F) (magyar kiejtése: farád) az SI-mértékegységrendszerben az elektromos kapacitás mértékegysége. Az elnevezés Michael Faraday angol fizikus nevéből ered.

## Meghatározása
A vezető, illetve a kondenzátor kapacitásának definíciója alapján:
{\displaystyle C={Q \over U}}
(A képletben C a kapacitás, Q a vezetőn, illetve a pozitív fegyverzeten lévő töltésmennyiség és U a vezető potenciálja, illetve a kondenzátorok fegyverzete közti feszültség.) Ennek megfelelően a kapacitás SI-mértékegységének, azaz a faradnak az értelmezése:
{\displaystyle [C]={[Q] \over [U]}={{\mbox{C}} \over {\mbox{V}}}={\mbox{F}}}
Azaz 1 farad az a kapacitás, amelyen 1 coulomb töltésmennyiség 1 volt feszültségkülönbséggel társul.
A farad kifejezhető az SI-alapegységeivel: F = m−2·kg−1·s4·A2.
További egyenlőségek:
{\displaystyle {\mbox{F}}={\dfrac {\mbox{C}}{\mbox{V}}}=\,\mathrm {\frac {A\cdot s}{V}} ={\dfrac {{\mbox{W}}\cdot {\mbox{s}}}{{\mbox{V}}^{2}}}={\dfrac {\mbox{J}}{{\mbox{V}}^{2}}}={\dfrac {{\mbox{C}}^{2}}{\mbox{J}}}={\dfrac {{\mbox{C}}^{2}}{{\mbox{N}}\cdot {\mbox{m}}}}={\dfrac {{\mbox{s}}^{2}\cdot {\mbox{C}}^{2}}{{\mbox{m}}^{2}\cdot {\mbox{kg}}}}={\dfrac {{\mbox{s}}^{4}\cdot {\mbox{A}}^{2}}{{\mbox{m}}^{2}\cdot {\mbox{kg}}}}={\dfrac {\mbox{s}}{\Omega }}}
(A fenti képletekben: A = amper, V = volt, C = coulomb, J = joule, m = méter, N = newton, s = másodperc, W = watt, kg = kilogramm, Ω = ohm)
1 farad igen nagy kapacitás, a gyakorlatban alig fordul elő. (Például a 6370 km sugarú Földnek, mint vezető gömbnek a kapacitása csupán 0,000708 F.) A farad leggyakrabban használt törtrészei: a mikrofarad (μF), nanofarad (nF) és a pikofarad (pF). Átváltások:
| Jele | Elnevezése | Értéke tizedestörttel   | Értéke normálalakú számmal |
| ---- | ---------- | ----------------------- | -------------------------- |
| mF   | millifarad | 0,001 F                 | 10−3 F                     |
| μF   | mikrofarad | 0,000 001 F             | 10−6 F                     |
| nF   | nanofarad  | 0,000 000 001 F         | 10−9 F                     |
| pF   | pikofarad  | 0,000 000 000 001 F     | 10−12 F                    |
| fF   | femtofarad | 0,000 000 000 000 001 F | 10−15 F                    |

## Történet
A farad elnevezést Josiah Latimer Clark angol villamosmérnök találta ki 1861-ben, és Faraday iránti tiszteletből nevezte el a kapacitás egységét farad-nak.

## Gyakorlati vonatkozások
A kereskedelmi forgalomban kapható kondenzátorok kapacitása 100 fF – 5 kF (azaz 0,0000000000001 F – 5000 F) tartományban van.
A gyakorlatban használt kondenzátorok kapacitása jellemzően néhány pikofaradtól a néhány ezer mikrofaradig terjed.
Az 1 pikofaradnál kisebb kapacitású kondenzátort többnyire a tervező maga állítja elő a nyomtatott áramkörön vezető csíkokból és a köztük elhelyezkedő szigetelő csíkból. Az integrált áramkörökben előforduló kapacitásértékek nagyon kicsik, jellemzően femtofarad nagyságrendűek. A Föld kapacitását (az ionoszféra és a föld között) 1,8 faradra becsülik[forrás?].
Ha a kapacitásérték jelölésére nem áll rendelkezésre a görög μ , akkor az uF jelölés is szokásos. A millifarad kevésbé használatos a gyakorlatban. Európában a nF (1·10−9 F) széles körben használatos, míg Észak-Amerikában gyakorta 1 NF-nak jelölik. Az 1·10−7 F jelölése általában: 0.1 μF.
A kapacitás reciproka angolul ’elastance’ (magyarul nem használatos) és a mértékegysége daraf (nem SI-mértékegység).

## Abfarad, statfarad
Az abfarad egy elavult elektromágneses egység (CGS), amely egyenlő 109 F vagy GF. Ez egy igen nagy érték, amelyet kizárólag orvosi teminológiában használnak[forrás?].
A statfarad (CGS-ben) elnevezés is elavult, és egyenlő volt 1 mikrofaraddal.

## Fordítás
Ez a szócikk részben vagy egészben  a   Farad című angol Wikipédia-szócikk ezen változatának fordításán alapul.  Az eredeti cikk szerkesztőit annak laptörténete sorolja fel. Ez a jelzés csupán a megfogalmazás eredetét és a szerzői jogokat jelzi, nem szolgál a cikkben szereplő információk forrásmegjelöléseként.